# Olyphant (Pensilvânia)
Olyphant é um distrito localizado no estado norte-americano de Pensilvânia, no Condado de Lackawanna.

## Demografia
Segundo o censo norte-americano de 2000, a sua população era de 4978 habitantes.
Em 2006, foi estimada uma população de 4910, um decréscimo de 68 (-1.4%).

## Geografia
De acordo com o United States Census Bureau tem uma área de
14,1 km², dos quais 13,9 km² cobertos por terra e 0,2 km² cobertos por água. Olyphant localiza-se a aproximadamente 455 m acima do nível do mar.

## Localidades na vizinhança
O diagrama seguinte representa as localidades num raio de 8 km ao redor de Olyphant.